# Міністерство меблевої промисловості і столярних виробів Української РСР
Міністерство меблевої промисловості і столярних виробів Української РСР — республіканське міністерство, створене на базі меблевих, фанерних і деревообробних підприємств Міністерства лісової промисловості УРСР.

## Історія
Утворене на базі меблевих, фанерних і деревообробних підприємств Міністерства лісової промисловості УРСР. Указ про створення міністерства затверджений 30 серпня 1946 року. 
10 квітня 1953 року ліквідоване — увійшло до складу Міністерства лісової і паперової промисловості УРСР.
Згідно із Законом України «Про дерадянізацію законодавства України», який набрав чинності 7 травня 2022 Закон Української РСР від 30 серпня 1946 року «Про утворення Міністерства мебльової промисловості і столярських виробів Української РСР» визнано таким, що не застосовується на території України відповідно до пункту 1 розділу XV «Перехідні положення» Конституції України.

## Міністри меблевої промисловості і столярних виробів УРСР
- Кохненко Григорій Федорович (1946—1949)
- Коваленко Амфілофій Олексійович (1949—1952)
- Зубко Василь Мойсейович (1952—1953)